# Бережной, Семён Давидович
Семён Дави́дович Бережно́й (бел. Сямён Давідавіч Беражны; 1987 — 19 или 20 ноября 2018) — белорусский преступник, участник банды «чёрных риелторов» из Могилёва, организованной Игорем Гершанковым и убившей 6 человек в 2009—2015 годах. В 2017 году вместе с Гершанковым приговорëн смертной казни, в 2018 году расстрелян по приговору суда.

## Биография

### Преступная деятельность
Бережной познакомился с организатором банды Игорем Гершанковым в 2008 году через общего друга, подвезя его однажды на машине, но близко они не общались. В 2009 году проходил свидетелем по первому уголовному делу Гершанкова о махинациях с квартирами. Вскоре уехал в Россию на заработки, где работал на строительстве дороги в Адлере. По словам Бережного, когда он вернулся на родину в начале 2013 года, Гершанков предложил ему подзаработать, помогая убеждать одиноких людей с большими долгами за жилищно-коммунальные услуги обменивать свои квартиры в Могилёве на дом в деревне. Сведения о квартирах с задолженностями преступники получили от неназванной женщины — сотрудницы расчётно-кассового центра. Версия Гершанкова сильно отличается: по его словам, Бережной сам связался с ним и потребовал выплатить долг в 45 тысяч долларов (5 тысяч долларов, якобы взятых в долг в 2009 году, с большими процентами), что и толкнуло их на преступления.
По показаниям Бережного, весной 2013 года он согласился помочь Гершанкову в отъёме квартиры. Придя к жителю Могилёва с некими документами, Бережной убедил его, что в течение 30 дней ему необходимо погасить задолженность за жилищно-коммунальные услуги под угрозой выселения. Гершанков вскоре предложил сделку — оплата долга и размен жилья. По словам Бережного на суде, изначально план состоял в обмене квартиры в областном центре на дом в деревне, но в последний момент Гершанков потребовал помочь избавиться от бывшего собственника квартиры. «Игорь [Гершанков] сказал, что раз я знаю про его преступный план, то он может при помощи знакомых в милиции свалить всё на меня», — заявил Бережной на допросе. Он согласился помочь закопать человека, которого должны были напоить водкой с клофелином. 15 июля (или июня) 2013 года Гершанков и Бережной отвезли его к водохранилищу Рудея, напоили, дождались, пока он потеряет сознание, набросили на голову пакет, связали, отвезли на кладбище в деревне Ляховщина Чаусского района, где и закопали в заранее подготовленной могиле.
Впоследствии на различных деревенских кладбищах Могилёвской области было захоронено ещё 3 человека (двух человек Гершанков убил ещё в 2009 году). Убийства, как правило, происходили днём. Преступники не удостоверялись, мертвы ли их жертвы, обматывали руки и ноги скотчем и сбрасывали в могилы. Бережной на суде рассказал, что не сумел задушить одну из жертв.
Преступники старались маскироваться — использовали вымышленные имена, парик, очки, не регистрировались в социальных сетях, использовали SIM-карты, купленные на имя жертвы, назначали встречи в соседних дворах, не показывали посторонним Opel Omega, на котором тела вывозили на кладбища. Могилы выкапывали случайные люди из Чаус и Черикова, которым предлагали подзаработать, не сообщая никаких подробностей. Свежевырытые могилы преступники маскировали крестами и венками, которые покупали в разных магазинах. Лопаты также покупались отдельно.

### Арест и суд
Жители деревень, в которых производились захоронения, обращались в милицию по поводу свежевырытых могил, поскольку знали, что в деревнях в последнее время никто не умирал, однако милиция не нашла нарушений. Многочисленные контролирующие органы не придавали внимания большим расходам Гершанковых, несопоставимым с их доходами.
Преступники привлекли к себе внимание правоохранительных органов только после обращения могилевчанина, которого уговорили продать квартиру, долг за жилищно-коммунальные услуги по которой составлял около 2 тысяч долларов. Покупательницей квартиры оказалась его знакомая, которая помогла ему сбежать от «чёрных риэлторов». Участников банды арестовали в марте 2015 года. Через несколько дней после ареста, 4 апреля, Бережной согласился давать показания, надеясь на смягчение приговора.
Следствие установило шесть фактов похищений и убийств, совершённых в 2009—2015 годах. Были проведены эксгумация тел и опрос более 500 свидетелей. В конце 2016 года в Могилёвском областном суде началось рассмотрение дела. Бережному и супругам Гершанковым предъявили обвинения по множеству пунктов нескольких статей Уголовного кодекса Республики Беларусь — ст. 139 «Убийство», ст. 182 «Похищение человека», ст. 207 «Разбой», ст. 208 «Вымогательство», ст. 209 «Мошенничество», ст. 233 «Незаконная предпринимательская деятельность», ст. 328 «Незаконный оборот наркотических средств, психотропных веществ, их прекурсоров и аналогов», ст. 377 «Хищение, уничтожение, повреждение либо сокрытие документов, штампов, печатей, хищение бланков». 16 декабря 2016 года журналистов допустили в зал суда, но судья Качалов запретил пользоваться звукозаписывающей аппаратурой и мобильными телефонами (на его действия журналисты подали жалобу).
21 июля 2017 года Могилёвский областной суд признал всех подсудимых виновными и вынес приговор: Гершанков и Бережной приговорены к исключительной мере наказания – смертной казни через расстрел, Татьяна Гершанкова – к 24 годам лишения свободы, Борис Колесников – к 22 годам лишения свободы в колонии строгого режима. 15 декабря 2017 года Верховный суд Республики Беларусь начал рассмотрение апелляций осуждённых. 20 декабря Верховный суд оставил приговор в силе. При рассмотрении апелляции Бережной заявил о побоях, якобы нанесённых ему в СИЗО следователями во время допросов и другими заключёнными — после возвращения в камеру, о якобы обещанном ему смягчённом приговоре в 23 года в обмен на дачу ложных показаний против Татьяны Гершанковой.
28 июня 2018 года Комитет по правам человека ООН подтвердил регистрацию индивидуального обращения Семёна Бережного. Комитет призвал отложить исполнение приговора до завершения рассмотрения дела в Комитете.

### Исполнение приговора
27 ноября 2018 года от матери Бережного стало известно, что его расстреляли. 4 декабря правозащитники узнали предполагаемую дату казни — ночь с 19 на 20 ноября.
«Международная амнистия» осудила исполнение приговора. Ранее в мае того же года по приговору суда был казнён Алексей Михаленя, чья жалоба также находилась на рассмотрении в КПЧ ООН.

### Личная жизнь
Бережной был женат, остался несовершеннолетний ребёнок.